# Oude IJsselstreek
Oude IJsselstreek és un municipi de la província de Gelderland, al centre-oest dels Països Baixos. L'1 de gener del 2009 tenia 39.959 habitants repartits sobre una superfície de 137,87 km² (dels quals 1,4 km² corresponen a aigua). Fou creat el gener de 2005 de la unió dels antics municipis de Gendringen i Wisch. Limita al nord-oest amb Bronckhorst i Doetinchem, al nord-est amb Oost Gelre, a l'oest amb Montferland, a l'est amb Aalten, al sud-oest amb Emmerich, al sud amb Rees i al sud-est amb Isselburg.

## Centres de població
Pertanyents a Gendringen
- Breedenbroek, Etten, Gendringen, Megchelen, Netterden, Ulft, Varsselder, i Voorst (Oude IJsselstreek)

Pertanyents a Wisch (Gelderland)
- Bontebrug, Heelweg-Oost, Heelweg-West, Silvolde, Sinderen, Terborg, Varsseveld, i Westendorp.

## Administració
El consistori consta de 27 membres, compost per:
- Partit del Treball, (PvdA) 8 regidors
- Crida Demòcrata Cristiana, (CDA) 9 regidors
- Lokaal Belang GVS, 8 regidors
- Partit Popular per la Llibertat i la Democràcia, (VVD) 2 regidors